# Электропривод (предприятие)
АО «Электропривод» — российское опытное конструкторское бюро электротехнического оборудования, осуществляющее выполнение полного цикла создания продукции в авиационной технике, нефтегазовом комплексе, атомной энергетике, робототехнике, станкостроении.

## История
Предприятие отсчитывает свою историю с времён Великой Отечественной войны, когда в Киров был эвакуирован завод Лепсе. В его цехах выпускались электротехнические изделия для боевых и гражданских самолётов. После войны завод остался в Кирове, а конструкторские бюро находились в столице. Однако вскоре оказалось что отдаленность разработчиков изделий от производственной базы негативно влияет на производственный процесс. Поэтому в 1955 году в Кирове было образован филиал московского агрегатного завода «Дзержинец», одного из столичных конструкторских бюро. Вместе с производственными мощностями, от «Дзержинца» филиал получил и первые инженерные кадры. «Первоначинателями», как их называет Вятская энциклопедия, были Леонид Николаевич Негодяев, Владимир Александрович Демидов, Владимир Сергеевич Зотов, Эрик Владимирович Мазуров, Лидия Модестовна Ускова.
В те годы под руководством Леонида Николаевича Негодяева молодое предприятие, как говорится, поднималось на ноги. Велось строительство производственного здания, увеличивался штат работников. В коллектив вливались молодые специалисты - выпускники вузов. Отпочковавшись от завода имени Лепсе, маленький коллектив, состоявший в основном из инженеров-конструкторов, все более энергично заявлял о себе, принимаясь за новые темы, ведя все более сложные разработки.В. А. Демидов
Первоначально основной задачей предприятия было техническое сопровождение серийного производства на заводах Лепсе и Авитек, разработок «Дзержинца». Их тематика охватывала широкий спектр изделий и систем. Результаты деятельности завода стали своеобразной школой для молодых специалистов из технических вузов всей страны. На протяжении 1960-х годов коллектив завода активно пополнялся молодыми кадрами из Москвы, Свердловска, Челябинска, Новосибирска, Куйбышева и Казани.
В дальнейшем предприятие начало работу по модернизации освоенной им техники, была запущена самостоятельная разработка новых изделий для самолётов Ту-16, ТУ-22М, ТУ-95, Ан-8, Ан-10, Ан-12 и Ил-62.
В 1989 году предприятие вышло из подчинения МАЗ «Дзержинец» и стал самостоятельным предприятием — КБ «Электропривод».

## Деятельность
В настоящее время предприятие осуществляет полный цикл по разработке, производству и ремонту:
- авиационных автоматизированных электроприводов и их составных частей (электромеханизмов вращательного, поступательного и качательного движения; электродвигателей всех типов на любые бортовые напряжения питания; блоков управления, датчиков и концевых выключателей)
- электроприводов, применяемых в системах автоматического управления в нефтегазовом комплексе, в технических процессах в цветной металлургии, пищевой промышленности и атомной энергетике, в хирургии, электротранспорте и электроинструментах
- аппаратуры электроавтоматики для контроля и запуска авиадвигателей
- электродвигателей постоянного и переменного тока, шаговых, вентильных на промышленные напряжения питания
- агрегатов для изготовления топливных и кормовых брикетов.